# Grabkirche (Deggendorf)

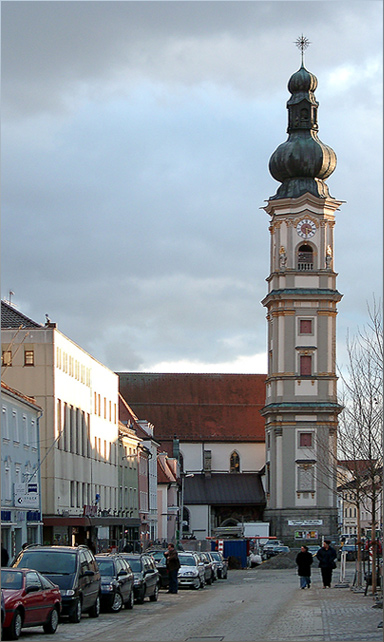
Die Heilig-Grab-Kirche

Die Heilig-Grabkirche St. Peter und St. Paul ist eine Filialkirche der Deggendorfer Pfarrei Mariä Himmelfahrt, an der bis zum Jahr 1992 die antijüdische Wallfahrt Deggendorfer Gnad bestand.

## Historischer Hintergrund und Quellenlage
Einer zeitgenössischen Quelle von 1338 zufolge wurden im Herbst desselben Jahres die Juden in Deggendorf verbrannt und getötet. Dieser überfallartige Mord mit Opfern unbekannter Anzahl stand offenbar im Zusammenhang mit der hohen Verschuldung von Deggendorfer Bürgern bei den getöteten Juden. Für die darauf folgenden Tage sind, wie in vielen ähnlich gelagerten Fällen, in der niederbayerischen Umgebung von Deggendorf weitere pogromartige Massenmorde an Juden überliefert.
In den Jahren danach begann man innerhalb der Deggendorfer Stadtmauer mit dem Bau der Grabkirche, welche im Jahr 1361 die damals weit verbreiteten Patrozinien „des Leibes Christi und der seligen Apostel Petrus und Paulus“ erhielt. Ob sich die Kirche auf dem Platz einer ehedem vorhandenen Synagoge befindet, konnte bislang nicht geklärt werden. Deggendorf gehörte bereits seinerzeit zum Bistum Regensburg, das damals Bischof Nikolaus von Ybbs unterstand.

## Kunst
Die dreischiffige Basilika mit einschiffigem Chor steht am südlichen Ende des Stadtplatzes. Sie erhielt ihren auffälligen, 70 Meter hohen Turm erst zwischen 1722 und 1727. Zuvor befand sich nur ein Dachreiter auf der Kirche.
Am 1. September 1722 erfolgte die Grundsteinlegung zum Turmbau. Er wurde nach den Plänen von Johann Baptist Gunetzrhainer aus München durch Stadtmaurermeister Johann Mayr begonnen. Fortgesetzt und vollendet wurde er nach Mayrs Erkrankung ab 1723 durch dessen Schwiegersohn Johann Michael Fischer, zu dessen ersten Werken er gehört. Am 9. Oktober 1727 war der Bau vollendet. Der Turm ist reich gegliedert und wird durch eine Nachbildung der Gnad-Monstranz bekrönt, die erst 1728 auf die Kuppel kam. Am Osterfest desselben Jahres erfolgte die feierliche Weihe.
Das Innere wurde bis auf ein Abendmahlsrelief von Martin Leutner 1868 regotisiert. Der sogenannte „Judenaltar“, ein Gedenkaltar, der erstmals für 1604 nachweisbar ist, stand über dem Ort des behaupteten Hostienfrevels unter der Orgelempore. Ein Teil von ihm befindet sich jetzt als Altartisch am Hochaltar, dem sogenannten „Bäckeraltar“, der um 1510 entstand. Dieser ist ein geschnitzter Flügelaltar mit der Darstellung der Flucht nach Ägypten, der Beschneidung Christi, der Grablegung und des Zwölfjährigen im Tempel. Das Chorbogenkruzifix stammt von etwa 1450 und eine Madonna mit Kind entstand um 1480.
Im Jahre 1994 stürzte das Gewölbe im südlichen Seitenschiff ein. Zehn Jahre später wurde mit der Sanierung der Grabkirche begonnen, die im April 2012 mit der Altarweihe durch Gerhard Ludwig Müller abgeschlossen werden konnte. In die Sanierung wurden 1,8 Millionen Euro investiert, davon eine Milion aus Spenden.